# Gocihr
 (février 2020).
Si vous disposez d'ouvrages ou d'articles de référence ou si vous connaissez des sites web de qualité traitant du thème abordé ici, merci de compléter l'article en donnant les références utiles à sa vérifiabilité et en les liant à la section « Notes et références ».
Gocihr était un roi perse de la dynastie Bazrangids (en) qui régna sur Istakhr au début du IIIe siècle. Il a été tué en 205 ou 206 par le prince perse Papak à la demande de son fils Ardachir Ier, qui établira plus tard l'empire sassanide.